# Чернышевская, Ольга Сократовна
Ольга Сократовна Чернышевская (урождённая Васильева; 15 [27] марта 1833 или 1833, Камышин, Саратовская губерния — 11 июля 1918, Саратов) — русский библиограф. Жена (с 29 апреля 1853) и помощница Николая Гавриловича Чернышевского. Роман Николая Гавриловича Чернышевского «Что делать?» начинается словами: (Посвящается моему другу О. С. Ч.). «О. С. Ч.» — это Ольга Сократовна Чернышевская.

## Биография
Родилась в Камышине 15 марта 1833 года в многодетной семье врача Сократа Евгеньевича Васильева (1796—1860), который в 1818 году был определён уездным медиком в Камышин. Матерью Ольги была Анна Кирилловна Васильева, урождённая Казачковская, дочь героя Отечественной войны 1812 года Кирилла Фёдоровича Казачковского. По воспоминаниям современников, Ольга Сократовна была похожа на свою бабушку-итальянку — жену К. Ф. Казачковского — «смуглую брюнетку с чёрными сверкающими глазами». В 1835 году семья Васильевых перебралась из Камышина в Саратов, куда был переведён её отец. Сократ Васильев героически показал себя в борьбе с эпидемией холеры, которая в те годы охватила Поволжье. В губернской столице — Саратове — чуть более чем за месяц болезнь унесла жизни 10 тыс. человек. Потрясенный сведениями о холере, поэт Лермонтов создал стихотворение «Чума в Саратове». Ольга Сократовна получила блестящее франко-итальянское воспитание в доме своего отца, любителя и коллекционера живописи. По словам современников, «именно от отца Ольга унаследовала вольнолюбивый характер и пылкий темперамент». Ольга Сократовна обучалась, как и её сёстры, музыке, рукоделию и французскому языку в пансионе пастора Карла Конради в Саратове.
Первая встреча Чернышевского с будущей женой произошла 26 января 1853 года, свадьба — 29 апреля. События трёх этих месяцев нашли отражение в записях, которые он начал вести в особых тетрадях — «Дневнике моих отношений с тою, которая теперь составляет моё счастье». Он называл его также «главным дневником», в отличие от обычной своей саратовской хроники. «Первая красавица на свете, — отозвался он о той встрече в дневнике и продолжал: — У неё такой характер, какой нужен для моего счастья». Признаваясь ей «в глубоком и сильном чувстве», Чернышевский в то же время предостерегал её, говоря: «Я делаю такие вещи, которые пахнут каторгой». Но Ольга Сократовна не испугалась. Чернышевский — в то время скромный преподаватель гимназии, «танцевать не умеет, при барышнях теряется». И Ольга даже отозвалась о нём так: «некрасив, неловок и казался флегматиком». Чернышевского привлекала раскрепощённость образа мыслей и поведения будущей жены, «прямота», «отсутствие пошлости»; захватывает, с одной стороны, идея развития в будущей жене под его началом богатых природных задатков, ограниченных традиционным домашним образованием, а с другой ― собственное добровольное подчинение «инициативе её характера» («у меня должна быть жена… главою дома»). Не надеясь на ответное чувство, Чернышевский предложил женитьбу в качестве освобождения невесты от деспотизма её матери и обещал в будущем полную независимость от власти мужа.
19 февраля 1853 года Чернышевский сделал предложение Ольге. Она дала согласие, а он в тот же день завёл тетрадку «Дневник моих отношений с той, которая теперь составляет мое счастье». Чернышевский не мог рассчитывать на понимание своих родителей, далёких от новых идей и напуганных двусмысленной репутацией невесты, он сломил сопротивление матери угрозой самоубийства. Последовавшая вскоре её смерть (19 апреля 1853 года) не остановила запланированного венчания. 29 апреля 1853 года влюбленные обвенчались в Сергиевской церкви на улице Большой Сергиевской (теперь ул. Чернышевского).
7 июля 1862 года за революционную деятельность Чернышевского арестовали. До оглашения приговора он был помещен в Петропавловскую крепость, откуда 5 октября 1862 года писал жене:
«…Наша с тобой жизнь принадлежит истории, пройдут сотни лет, а наши имена все ещё будут милы людям…».
Затем революционера ждала каторга и ссылка в Якутию. Всего девять лет прожили Чернышевские вместе. А каторга отобрала у них двадцать лет семейного счастья. Именно столько лет Чернышевский находился в ссылке. Отбывая ссылку в Сибири, он написал жене 300 писем. Когда в 36 лет писатель отправился на каторгу, его старшему сыну Александру исполнилось 10 лет, младшему Михаилу — 6. В это время Ольга Сократовна, чтобы свести концы с концами, зарабатывала штопкой и вязаньем. Летом 1866 года Ольга с младшим сыном поехали к мужу на Кадаинский рудник. Они проделали путь в 2000 километров. Путешествие продолжалось полгода — выехали в мае, а возвращались в октябре. Николай и Ольга провели вместе четыре дня. При встрече присутствовали жандармы, и Чернышевский упрашивал жену «выйти за кого-нибудь из благородных людей», но «не мог убедить», настояв, однако, на бесполезности новых поездок.
Чернышевский пробыл в ссылке до 1883 года. Он обрел свободу пятидесятипятилетним, тяжело больным стариком. Да и жить ему разрешили не на родине, а в Астрахани — «под надзором». По пути к новому месту назначения жандармы позволили Чернышевскому остановиться на несколько часов в Саратове и повидаться с женой.
Умер Николай Гаврилович Чернышевский 17 [29] октября 1889 года. После погребения писателя Ольга Сократовна нашла его письмо из Петропавловской крепости и прощальным напутствием обернулись для неё начертанные мужем слова:
«Об одном только прошу тебя: будь спокойна и весела, не унывай, не тоскуй… Скажу тебе одно: наша с тобой жизнь принадлежит истории; пройдут сотни лет, а наши имена все ещё будут милы людям; и будут вспоминать о нас с благодарностью, когда уже забудут почти всех, кто жил в одно время с нами. Так надобно же не уронить себя со стороны бодрости характера перед людьми, которые будут изучать нашу жизнь».
Она вдовствовала почти 30 лет. Скончалась в Саратове на 86-м году жизни 11 июля 1918 года. Была похоронена на Воскресенском кладбище Саратова.

## Дети
- Александр (5 марта 1854, Санкт-Петербург — 17 января 1915, Рим, Италия), математик по образованию, всю жизнь увлекавшийся литературой.
- Виктор (20.01.1857, Санкт-Петербург — ноябрь 1860, там же), умер от скарлатины.
- Михаил (07.10.1858, Санкт-Петербург — 03.05.1924), был первым директором музея-усадьбы Н. Г. Чернышевского. Был женат на Елене Матвеевне Соловьёвой (1864—1940).